# De Keizer

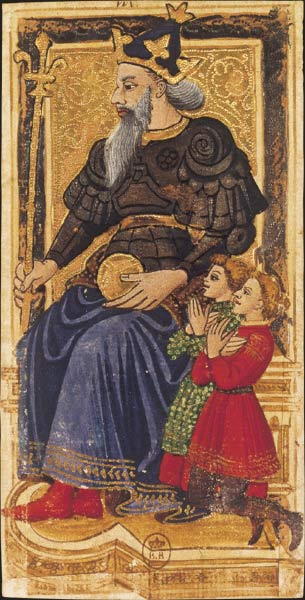
De Keizer in het Charles VI (Gringonneur) tarotspel, 15e eeuw

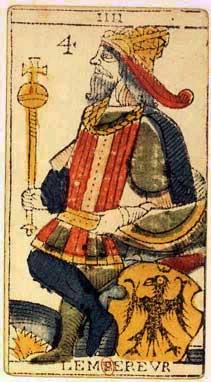
L'Empereur in de Tarot de Marseille

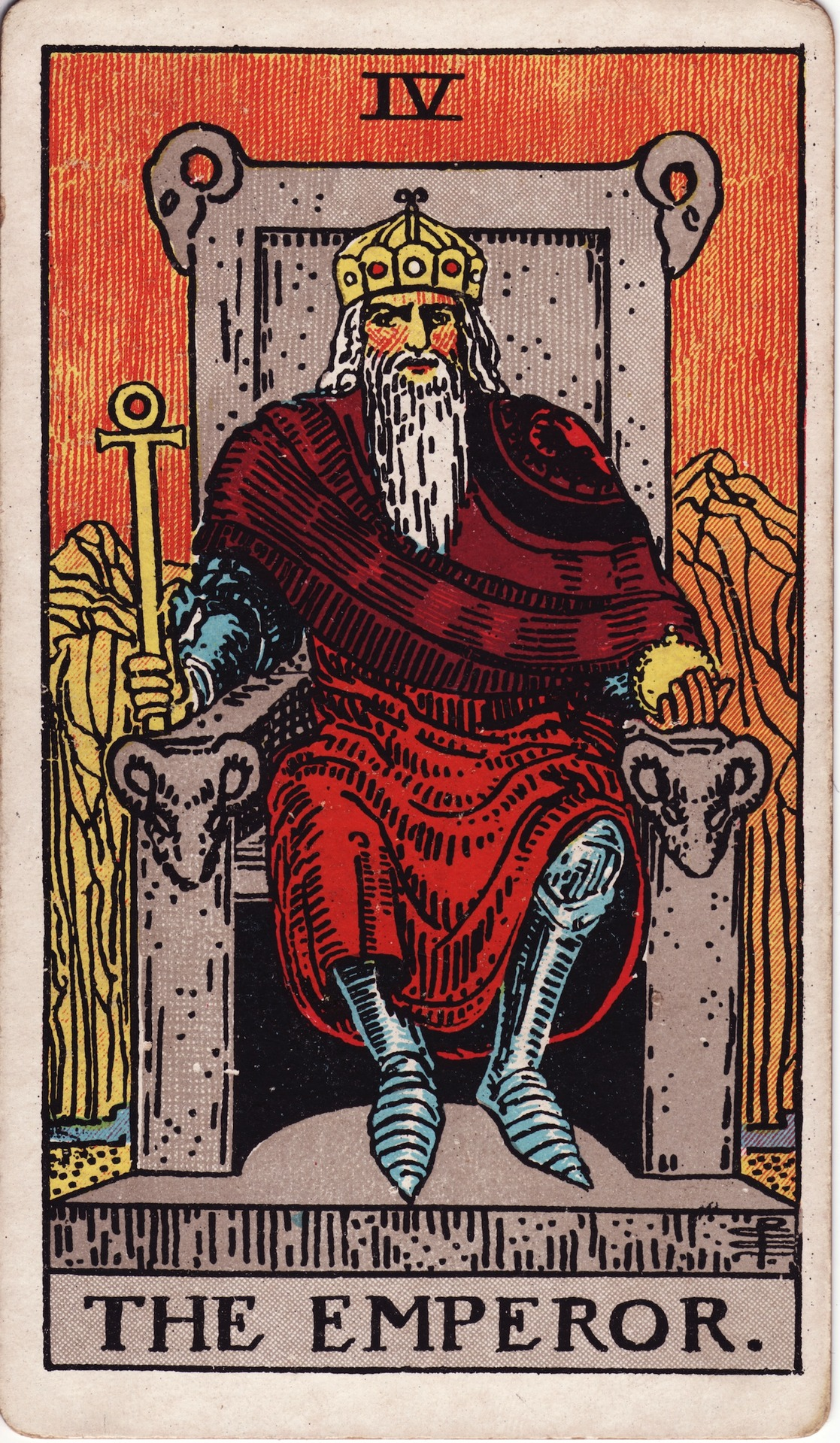
The Emperor in de tarot van Waite

De Keizer of 'L'Empereur' is de vierde troefkaart uit de Grote Arcana van de tarot. De Tarot van Marseille en de Tarot van Waite, waarin hij voorkomt, vormden de inspiratie voor latere tarotdecks. De iconografie van beide uitvoeringen wordt hier besproken.

## Correspondenties
- Archetype: de vader[1]
- Letter: Daleth = D[1]
- Getal: 4[1]
- Traditionele betekenis: verwezenlijking, iets bereiken, beroemdheid, orde scheppen, stabiliteit[1]

## Iconografie

### Tarot van Marseille
De keizer zit met gekruiste benen die een 4 vormen. De gouden adelaar op de grond benadrukt zijn aardse heerschappij en kracht. Als kaart volgt hij in de tarot de Keizerin op, die creëert, voortbrengt. De Keizer creëert niet, maar beschermt en consolideert. De arend komt ook al voor op de oudere Visconti Sforza Tarot, op de helm ven de Keizer, hier is hij afgebeeld op zijn schild. De scepter en de globe zijn uiterlijke kentekenen van macht. De iconografie van deze kaart bleef vanaf de 16e eeuw vrij onveranderd, de scepter, de globe en het kruis, het schild met de adelaar zijn in de meeste versies aanwezig. Een interessante uitvoering is die van de Zwitserse occultist Oswald Wirth, een tarot uit 1889 die hij baseerde op de Tarot de Marseille zoals hij die in Le Tarot des Bohémiens van Papus aantrof. In zijn versie zit de Keizer op een troon in de vorm van een kubus. Dit versterkt weer de symboliek van macht en stabiliteit en is ook een hint naar de steen der wijzen van de alchemisten, die kubusvormig zou zijn.

### Tarot van Waite
De Keizer zit op zijn troon en geeft een zelfverzekerde, autoritaire indruk. Zijn kracht is - zoals het getal 4 - stabiliteit, en zijn zwakte is mogelijk dat gebrek aan soepelheid waardoor hij in zijn ontwikkeling kan stagneren. Zijn staf is het Egyptische
hengselkruis, de ankh, het symbool voor het eeuwige leven. Zijn scepter heeft geen kruis; hij is de aardse heerser. Zijn harnas symboliseert zijn strengheid en onbuigzaamheid. De 4 ramskoppen aan zijn troon benadrukken eveneens zijn daadkracht en zijn moed.
De Keizer verwijst naar het archetype van de Vader, (zie Jungs Animus), en het getal 4 staat voor een stabiele toestand, iets dat verworven, bereikt is en dat nu beheerst wordt.